# Podium Bredius

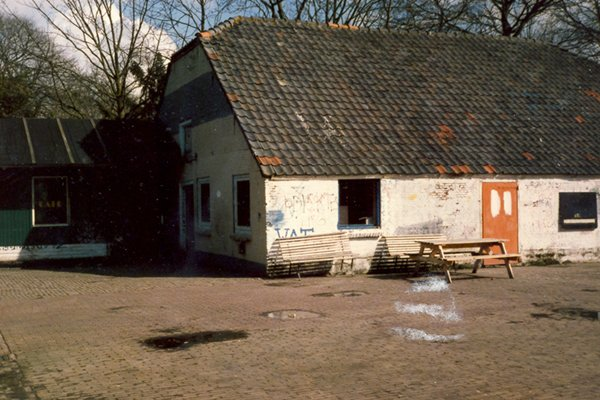
Het oude pand, in 1986.
foto: Liesbeth Walther

Podium Bredius (voorheen Babylon) is een poppodium in Woerden waar ook thema-avonden, films, dartavonden en jamsessies plaatsvinden. Podium Bredius is een non-profitorganisatie die draait op vrijwilligers. Het biedt tevens plek aan twee oefenruimtes voor bands.
Podium Bredius werd onder de voormalige naam Babylon op 10 juni 1981 geopend in een boerderij op het voormalige stadserf door de Stichting JongerenProjekt Woerden, nadat het terrein en de gebouwen een jaar eerder door een groep jongeren in gebruik was genomen.. In de eerste jaren van haar bestaan was het een belangrijk centrum voor de opkomende punkbeweging in de regio en genoot het nationale bekendheid op dit gebied. Bands als Tröckener Kecks, The Ex en Diana Ozon traden er in hun begintijd op. Naast bands waren er politieke informatieavonden en werden er films gedraaid. Er was in die tijd ook regelmatig sprake van ongeregeldheden rond het centrum, en een slechte financiële situatie. Mede daardoor veranderde de functie rond 1984 naar een meer algemeen poppodium en jongerencentrum.
In 1992 werd op het terrein een nieuw pand gebouwd door Stichting Accommodatie Babylon (SAB). Het oude pand stamde deels nog uit de 18e eeuw, was in slechte staat van onderhoud en veroorzaakte geluidsoverlast voor omwonenden. Met de komst van het nieuwe pand werden veel problemen opgelost. Ook kwamen er weer nieuwe, veelal jonge medewerkers en daarmee nieuwe activiteiten.
In het gebouw bevinden zich vanaf het begin ook twee oefenruimtes voor bands. De mogelijkheid voor bands om te repeteren en op te treden is vanaf het begin een belangrijke functie geweest, mede door de grote vraag naar en de schaarste van dit soort locaties in de regio. De oefenruimtes veroorzaakten door de slechte geluidsisolatie in het oude gebouw echter ook veel overlast. In het nieuwe gebouw zijn deze problemen opgelost en kunnen de ruimtes onbeperkt gebruikt worden.
Per 1 januari 2019 is er een eind aan het locatiegebonden jongerenwerk in Babylon - en daarmee in gemeente Woerden - gekomen. Stichting JongerenProjekt Woerden en haar vrijwilligers continueren het activiteitenaanbod van Babylon sindsdien onder de gevelnaam Podium Bredius.

## Babypop
Vanaf 1995 tot en met 2017 werd ieder jaar het zogenaamde Babypop-festival georganiseerd. Hier kwamen ieder jaar tussen de duizend en tweeduizend bezoekers op af, en het was vanaf 2005 gratis toegankelijk. Babypop werd georganiseerd door de onafhankelijke stichting Babypop, een samenwerking van onder andere medewerkers van Babylon, Scouting Woerden en het elders in de stad gelegen jongerencentrum K'77. Het festival was een voortzetting van het al eerder op het terrein georganiseerde Pleinpop, dat zich echter meer op lokale bands richtte. Het Babypop-festival besloeg vanaf het vijftienjarig jubileum in 2010 twee dagen. Op de twee podia stonden bands en dj's van alle genres.